# Предраг Симић
Предраг Симић (Београд, 31. август 1954 — Београд, 19. јануар 2015) био је српски професор, дипломата и књижевник.

## Биографија
Био је амбасадор у Паризу од 2004. до 2009. године, а у периоду од 2001. до 2004. године био је директор Дипломатске академије у Министарству спољних послова.
Био је редовни професор Факултета политичких наука Универзитета у Београду и аутор више књига.
Преминуо је изненада 19. јануара 2015. године у Београду. Сахрањен је 22. јануара на београдском Новом гробљу.
Постхумно је установљена „Награда др Предраг Симић” њему у част.

## Одабрана дела

### Књиге
- Put u Rambuje. Kosovska kriza 1995-2000, 2000,  86-7204-027-9
- The European Union, NATO and their Southeastern European neighbors, коаутор са Горданом Илић, 2002,  86-7067-077-1
- Tito i NATO. Uspon i pad druge Jugoslavije, 2008,  978-86-7446-142-6

### Одабрани чланци
- Bürgerkrieg in Jugoslawien. Vom lokalen Konflikt zur europäischen Krise, in: Südosteuropa-Mitteilungen (ISSN 0340-174x Parameter error in {{issn}}: Invalid ISSN.), Jg. 33.1993, S. 35–49
- Der Bürgerkrieg in Jugoslawien und die neuen Staaten auf dem Territorium der früheren Sozialistischen Föderativen Republik Jugoslawien, in: Demokratie und Marktwirtschaft in Osteuropa, hrsg. v. Werner Weidenfeld, 1993,  3-89204-079-6, S. 253–281
- Situation et perspectives des pays de ex-Yugoslavie, у: Politique étrangère, Jg. 59.1994, S. 129–222
- Dynamics of the Yugoslav crisis, in: Security dialogue (ISSN 0967-0106), Jg. 26.1995, S. 153–172
- Plans for the |enlargement of the North Atlantic Treaty. On the eve of the NATO Summit in Madrid, in: Review of international affairs (ISSN 0486-6096), Jg. 48.1997, S. 11–24
- Yugoslav foreign policy. Continuity and changes, in: Perceptions (ISSN 1300-8641), Jg. 2.1997, S. 107–134
- Balkans and Balkanisation. Western perceptions of the Balkans in the Carnegie Commission's reports on the Balkan Wars from 1914 to 1996, in: Perceptions (ISSN 1300-8641), Jg. 18.2013, S. 113–134